# Klugella echinata
Klugella echinata is een mosdiertjessoort uit de familie van de Bugulidae. De wetenschappelijke naam van de soort is, als Flustra echinata, voor het eerst geldig gepubliceerd in 1914 door Kluge.